# Bactrocera hastigerina
Bactrocera hastigerina
 es una especie de díptero que Hardy describió por primera vez en 1954. Bactrocera hastigerina pertenece al género Bactrocera de la familia Tephritidae. 